# Uniwersytet w Mediolanie-Bicocca
Uniwersytet w Mediolanie-Bicocca (wł. Università degli Studi Milano-Bicocca) – włoska publiczna uczelnia wyższa.

## Historia
W latach 1990–1993 Antonio Ruberti, minister szkolnictwa wyższego i nauki, realizował plan reformy szkolnictwa wyższego, którego elementem było podzielenie uczelni mających powyżej 40 tys. studentów na mniejsze jednostki, efektywniej zarządzane w wieloletniej perspektywie. Uniwersytet Mediolański, będący wówczas jedną z największych włoskich uczelni, został wytypowany do podzielenia. W 1993 władze miejskie Mediolanu zdecydowały o zlokalizowaniu nowego campusu w dzielnicy Bicocca w północno-wschodniej części miasta.
Bicocca była obszarem przemysłowym, na którym działały m.in. firmy Pirelli i Breda. Od 1986 roku prowadzono tam projekt przebudowy i rewitalizacji, kierowany przez architekta Vittorio Gregottiego. 21 budynków leżących na terenie dawnych zakładów Pirelli zostało zaadaptowanych na laboratoria badawcze, sale wykładowe i pomieszczenia studenckie należące do Università degli Studi Milano-Bicocca, który został oficjalnie powołany dekretem  ministerialnym 10 czerwca 1998. 
Poza kampusem w Bicocca znalazł się Wydział Medycyny i Chirurgii, który zlokalizowano w Monza w pobliżu szpitala Ospedale San Gerardo di Monza.

## Struktura organizacyjna
W skład uczelni wchodzą następujące jednostki organizacyjne:
- Wydział Ekonomii i Statystyki
- Wydział Nauk Pedagogicznych
- Wydział Prawa
- Wydział Medycyny i Chirurgii
- Wydział Psychologii
- Wydział Nauk Ścisłych i Przyrodniczych
- Wydział Socjologii